# Casteret
|  | Aquest article tracta sobre la muntanya. Si cerqueu la torre defensiva a Les, vegeu «El Casteret». |

El Casteret és una muntanya de 1.269 metres que es troba al municipi de Bossòst, a la comarca de la Vall d'Aran.